# Dyazia Hadad
Dyazia Hadad –en árabe, جازية حداد– (nacida el 29 de enero de 1994) es una deportista argelina que compite en judo. Ganó una medalla en los Juegos Panafricanos de 2015, y dos medallas en el Campeonato Africano de Judo en los años 2013 y 2015.

## Palmarés internacional
| Juegos Panafricanos | Juegos Panafricanos               | Juegos Panafricanos | Juegos Panafricanos |
| Año                 | Lugar                             | Medalla             | Categoría           |
| ------------------- | --------------------------------- | ------------------- | ------------------- |
| 2015                | Brazzaville (República del Congo) | Medalla de oro      | –52 kg              |
| Campeonato Africano |                                   |                     |                     |
| Año                 | Lugar                             | Medalla             | Categoría           |
| 2013                | Maputo (Mozambique)               | Medalla de plata    | –52 kg              |
| 2015                | Libreville (Gabón)                | Medalla de bronce   | –52 kg              |